# 慈眼院 (那覇市)
慈眼院（じげんいん）は、沖縄県那覇市にある臨済宗妙心寺派の寺院。本尊は千手観音菩薩。通称、首里観音堂とも呼ばれている。1618年、萬歳嶺という丘に創建された。